# Şirin Tekeli
Şirin Tekeli (* 1944 in Ankara; † 13. Juni 2017 in Bodrum) zählte zu den führenden feministischen Autorinnen und Aktivistinnen der zweiten feministischen Bewegung in der Türkei.

## Leben
Şirin Tekeli war das Einzelkind von zwei Philosophie-Lehrern. Sie studierte zuerst in Ankara, dann setzte sie ihr Studium im Fachgebiet Politikwissenschaft in Paris und an den Universitäten von Lausanne, Istanbul sowie Iowa fort. Sie lehrte von 1968 an der Universität Istanbul an der Fakultät für Wirtschaftswissenschaften. 1973 wurde sie promoviert und 1978 habilitiert.
Tekeli legte 1981 ihr Amt aus Protest gegen Säuberungen und politische Beschränkungen nieder und startete ihre Karriere als feministische Aktivistin, Übersetzerin und Autorin. 1982 veröffentlichte sie ihre Habilitationsschrift als Buch Kadınlar ve Siyasal-Toplumsal Hayat, das erste Buch in türkischer Sprache, das sich mit der Marginalisierung von Frauen in der Türkei in Gesellschaft und Politik auseinandersetzte. 1996 wurde ihr in Frankreich die Auszeichnung Officier dans l’ Ordre des Palmes Académiques verliehen.
Sie lebte als freie Wissenschaftlerin in Bodrum, Türkei.

## Mitgliedschaften
- 1986: Mitbegründerin des Menschenrechtsvereins Türkei (İnsan Hakları Derneği)
- 1989: Mitbegründerin der Frauenbibliothek und des Informationszentrum (Kadın Eserleri Kütüphanesi ve Bilgi Merkezi Vakfı) in Istanbul
- 1990: Mitbegründerin des Frauenhauses für misshandelte Frauen Mor Çatı in Istanbul
- 1993: Mitbegründerin von Helsinki Citizens’ Assembly (Helsinki Yurttaşlar Derneği) in der Türkei.
- Redaktionsmitglied der Zeitschrift Toplum ve Bilim (Gesellschaft und Wissenschaft)
- 1997: Gründerin von KA-DER, Kadın Adayları Destekleme ve Eğitme Derneği (Verein zur Unterstützung der Frauen in der Politik)[5]
- 2012: Redaktionsmitglied der Frauenzeitschrift Kazete[6]

## Schriften
in türkischer Sprache
- David Easton’un Sistem Teorisine Katkısı Üzerine Bir İnceleme (Eine Untersuchung über David Eastons Beitrag zu seiner Systemtheorie), Istanbul 1976
- Kadınlar ve Siyasal-Toplumsal Hayat (Frauen und das politisch-gesellschaftliche Leben), Istanbul 1982
- Tekeli, Şirin: Artikel „Kadın“ (Frau), in: Cumhuriyet Dönemi Türkiye Ansiklopedisi (Lexikon über die Türkei im Zeitalter der Republik) Bd. 5, 1983
- Kadınlar İçin (Für Frauen), Istanbul 1988
- 80’ler Türkiye'sinde Kadın Bakış Açısından Kadınlar (Die Frauen aus dem Blickwinkel der Frau in der Türkei der 80er Jahre). Istanbul: İletişim 1990
- mit Meryem Koray: Devlet-Kadın-Politika (Regierung-Frau-Politik). Istanbul: TÜSES 1991

in deutscher Sprache
- Frauen in der türkischen Politik, in: Die Frau in der türkischen Gesellschaft. Abadan-Unat, N. (Hrsg.), Frankfurt 1985
- Frauen in der Türkei der 80er Jahre, in: Aylâ Neusel, Sirin Tekeli, Meral Akkent (Hrsg.): Aufstand im Haus der Frauen. Frauenforschung aus der Türkei. Berlin, 1991.
- Die Neue Frauenbewegung in der Türkei der 80er Jahre[7], In: Ayse Esin, Anil Kaputanoglu, Ozan Kesim, Mine Kirbiyik (Hrsg.): Türkische Frauenbewegung. Karlsruhe, 1992.

in englischer Sprache
- Women in Modern Turkish Society. Zed Books, 1994.

## Übersetzungen
- Maurice Duverger: Siyaset Sosyolojisi (Sociologie de la politique, Politische Soziologie), Varlık, Istanbul, 1982.
- Andrée Michel: Feminizm (Le Féminisme, Der Feminismus), Kadın Çevresi, Istanbul, 1986.
- Y. Alain: Latin Amerika’da Askeri Devlet (Militärregierung in Lateinamerika), Alan, Istanbul, 1986.
- 19. y.y. Feminizminden secmeler (Ausgewählte Auszüge über den Feminismus im 19. Jahrhundert), Afa, Istanbul, 1987.
- Immanuel Wallerstein: Sosyal Bilimleri Açın; Metis Yayınları, İstanbul, 1996.
- Nora Şeni: Marie ve Marie: Konstantiniye’de Bir Mevsim (Marie Et Marie: Une Saison à Constantinople), İletişim, 1999.
- Milliyetler ve sınırlar, İletişim, İstanbul, 2000.
- Barrington Moore: Diktatörlüğün ve Demokrasinin Toplumsal Kökenleri Çağdaş Dünyanın Yaratılmasında Soylunun ve Köylünün Rolü (Social Origins of Dictatorship and Democracy: Lord and Peasant in the Making of the Modern World), İmge Kitabevi Yayınları, İstanbul, 2003.
- Juliet Mitchell: Kadınlar: En Uzun Devrim (Women: The Longest Revolution): Feminist Kitaplık, Agora Kitaplığı, 2006.
- Germaine Tillion: Harem ve Kuzenler (Le harem et les cousins), Metis, 2006.
- Nora Şeni: Seni Unutursam İstanbul(Si je t'oublie Constantinople, Wenn ich Dein vergesse Konstantinopel), Kitap Yayınevi; İstanbul Kitapları; İstanbul, 2008.
- Stefanos Yerasimos: Konstantiniye ve Ayasofya Efsaneleri (La fondation de Constantinople et de Sainte Sophie dans les traditions turques), İletişim, 2010.
- Dejanirah Couto (Hrsg.): Harp ve Sulh: Avrupa ve Osmanlılar (Krieg und Frieden: Europa und die Osmanen), Institut français d’études anatoliennes, 2010, Online (Übersetzerin von Beiträgen)
- Ali Kazancıgil: Türkiye Üzerine Basmakalıp Düşünceler (Schablonenhafte Ansichten über die Türkei), Kitap Yayınevi, 2010.